# Luna Parc

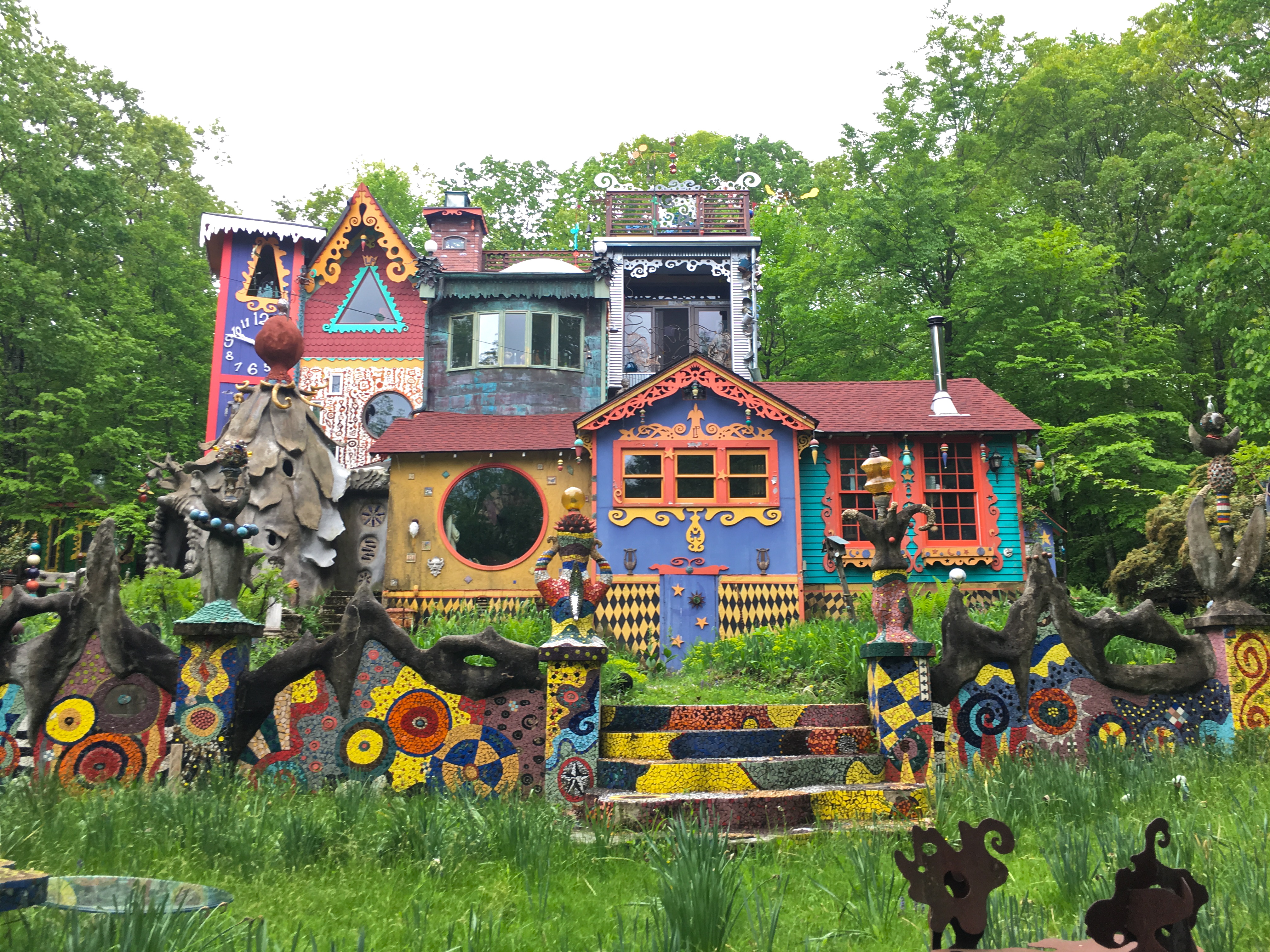
Haupthaus im Luna Parc, 2018

Luna Parc ist ein in den Wäldern von Sandyston Township im Nordwesten von New Jersey in den USA gelegenes Anwesen mit Park. Es wurde vom amerikanischen Multimediakünstler Richard „Ricky“ Boscarino in mehreren Jahrzehnten zu einem Gesamtkunstwerk umgebaut und dient als Museum mit Skulpturenpark, Ateliers und Wohnhaus.

## Luna Parc

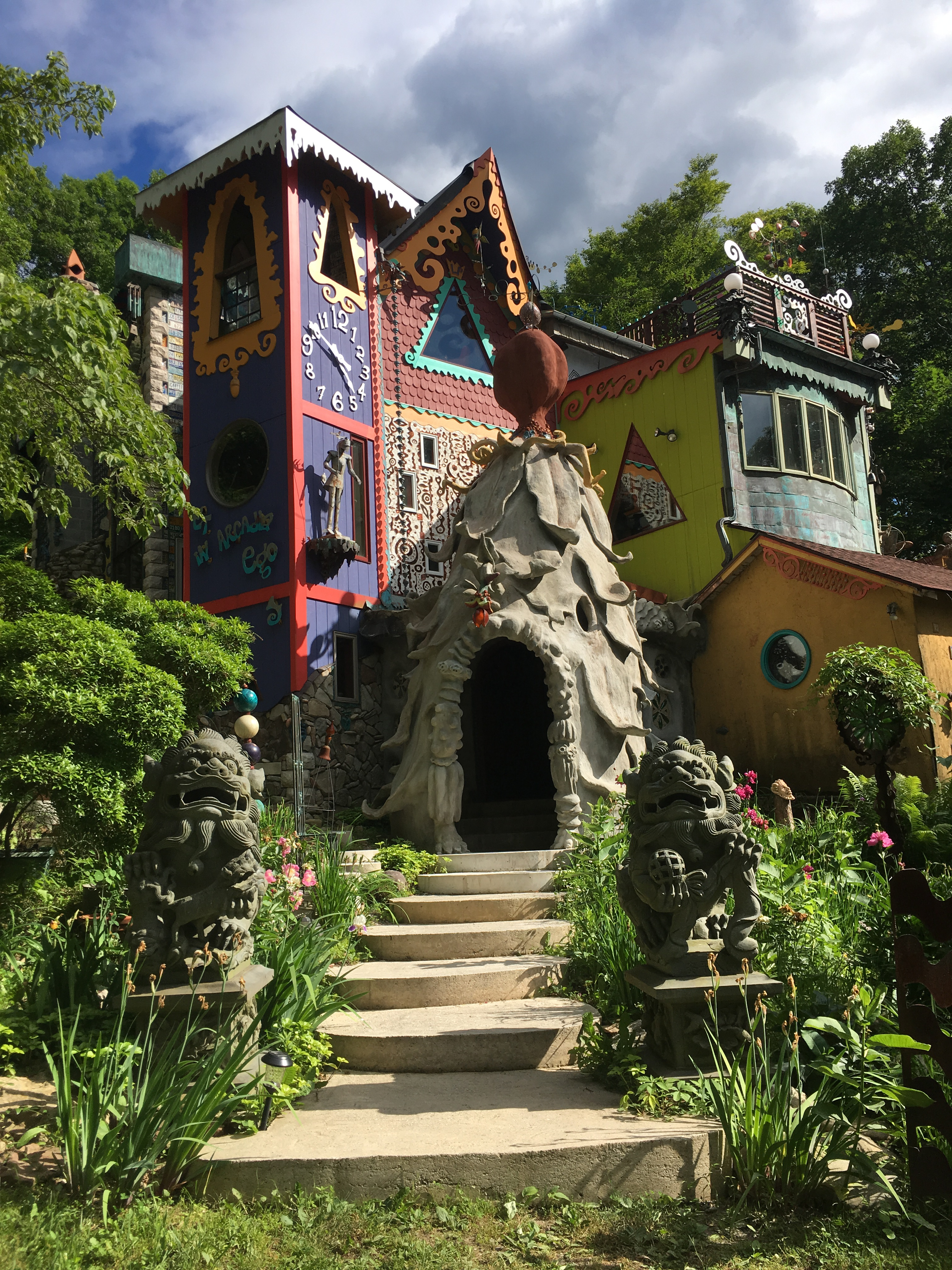
Haupteingang

Nachdem Boscarino 1989 das mehrere Jahre leerstehende Jagd- und Sommerhaus mit umliegendem Gelände für 90.000 Dollar gekauft hatte, baute er es unter Beachtung der örtlichen Bauvorschriften grundlegend um und erweiterte es umfassend. Dazu gehörten auch die Isolierung, neue Fenster, Sanitäranlagen und Heizung. Das Haus ist in verschiedenen Ebenen gebaut und verfügt über mehrere Türme und Aussichtsbereiche von einem Balkon und einer Dachterrasse aus. Die Anbauten haben unterschiedliche Formen, Farbanstriche, Fensterformen und Verzierungen, wie Ornamente, Mosaike und Keramikfliesen, eine Turmuhr und Buntglasfenster. Dachtraufen und Giebel sind mit aufwendiger Laubsägearbeit eingerahmt. Mosaikfliesen und Keramik spielen sowohl im Innen- als auch im Außenbereich eine große Rolle.
Das ursprünglich 600 Quadratfuß (55 Quadratmeter) große Haus bestand aus vier Zimmern. Durch Anbauten vergrößerte Boscarino das Gebäude in ein fast 500 Quadratmeter großes Kunstschloss mit Türmen, Wendeltreppen, geheimen Räumen und mehr als 15 Zimmern. Die Räume beherbergen unter anderem eine Bibliothek, ein „Wissenschaftszentrum“ für Boscarinos Gesteins-/Mineral- und Insektensammlung, ein Mal- und Zeichenatelier, ein „Museum für Kostbarkeiten, Kunstwerke und Artefakte“, einen „Zen-Raum“ mit Bullaugenfenstern zum Meditieren, einen Raum mit antiken Musikinstrumenten und mitgebrachten Dingen von seinen Reisen, Küchen- und Essbereich und Wohn- und Schlafzimmer. Für das Badezimmer zementierte Boscarino fast eine Million Stücke zerbrochener Fliesen und Steine an die Wände und den Boden. Über eine Wand zieht sich eine große Mosaikwelle und die Badewanne ist ebenfalls von Mosaiken eingefasst. Die massiven Holztüren am Eingang zum Ballsaal stammen von einer Reise nach Peking. Halb in die Wand einzementierte Saucieren aus Keramik dienen als Wasserfälle im Innenbereich und Weinkorken werden als Wanddekoration wiederverwendet. Das Innere des Hauses ist mit Gemälden, komplizierten Mosaiken und Skulpturen ausgestattet, ferner finden sich präparierte Wildtiere, historische Kleidung, Vintage-Artikel, Erinnerungsstücke und eine Modelleisenbahn, die sich an der Wand entlang und durch die Dachsparren windet.
Luna Parc liegt auf einem Hügel, der über eine schmale Brücke und einen von Kunstwerken gesäumten gewundenen Weg erreichbar ist. Am Eingang zum Grundstück ist ein kunstvoll gearbeitetes Metalltor mit dem Namen „Luna Parc“ aufgestellt. Auf dem etwa 8 Hektar großen waldreichen Areal verteilt befinden sich Beete, Skulpturen und mit Mosaiken verzierte kleine Gebäude. Unter anderem baute Boscarino ein Freiluftstudio und -atelier, eine von Erzählungen seines Großvaters inspirierte Kapelle mit Spitzdach, die er mit einem Zaun aus Holzkrücken umgab, ein mit Sternen verziertes Nebengebäude und ein Haus aus einzementierten blauen Flaschen. Auf dem Gelände befinden sich Mosaikwände, Bowlingkugelgärten, eine Pergola aus Flaschen und eine über dreißig Meter lange, geschwungene, mit Mosaiken und Farbe verzierte Gartenmauer. Außenskulpturen aus Metall, Zement oder Betonguss und Kunstobjekte aus Alltagsgegenständen wie Glasflaschen sind im gesamten Park verteilt. Unter anderem stehen dort eine Siegessäule mit einer Bowlingkugel auf der Spitze, eine Steinguttorte auf einem Tisch, eine Katze in Ballettpose auf einer Bowlingkugel als Hommage an ein verstorbenes Haustier sowie eine Sammlung von Wasserspeiern, Skeletten und Engeln.

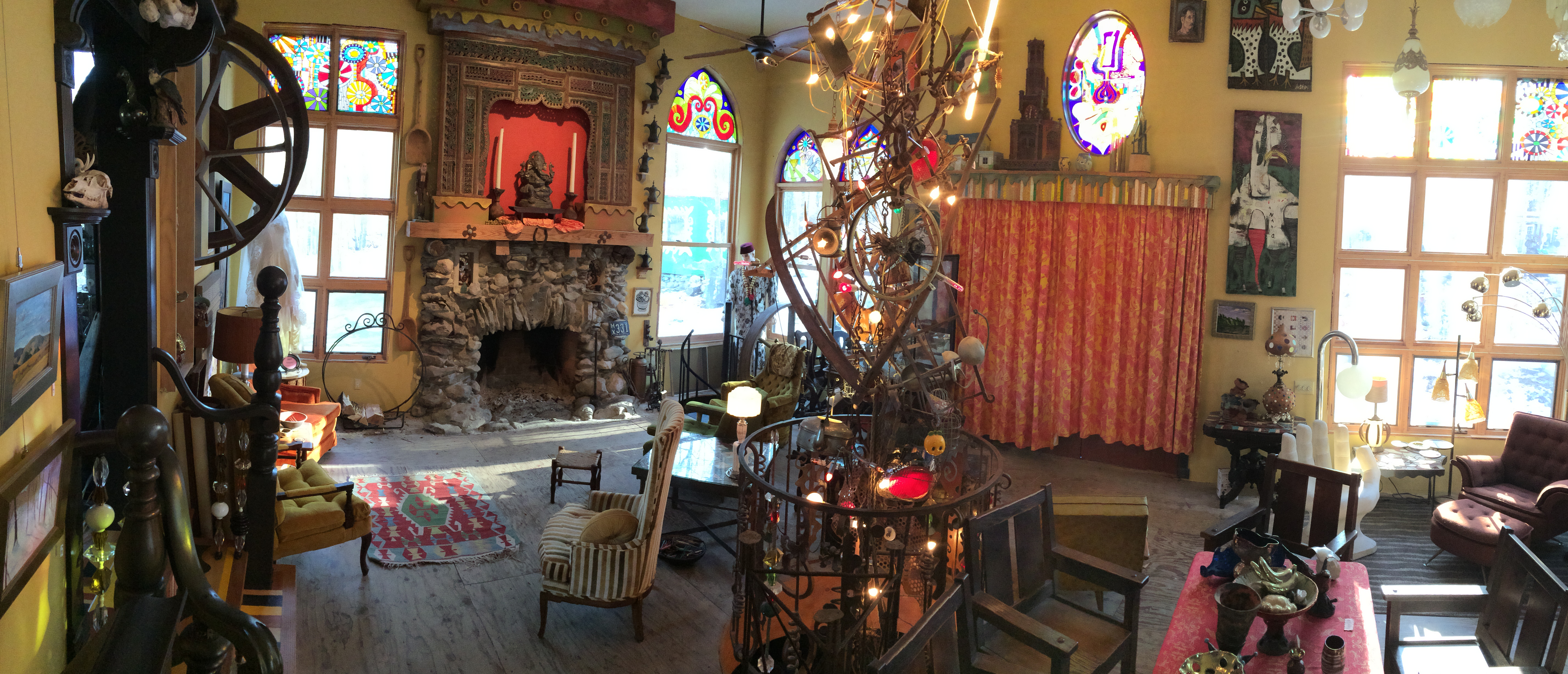
Der „Ballsaal“ im 2. Stock
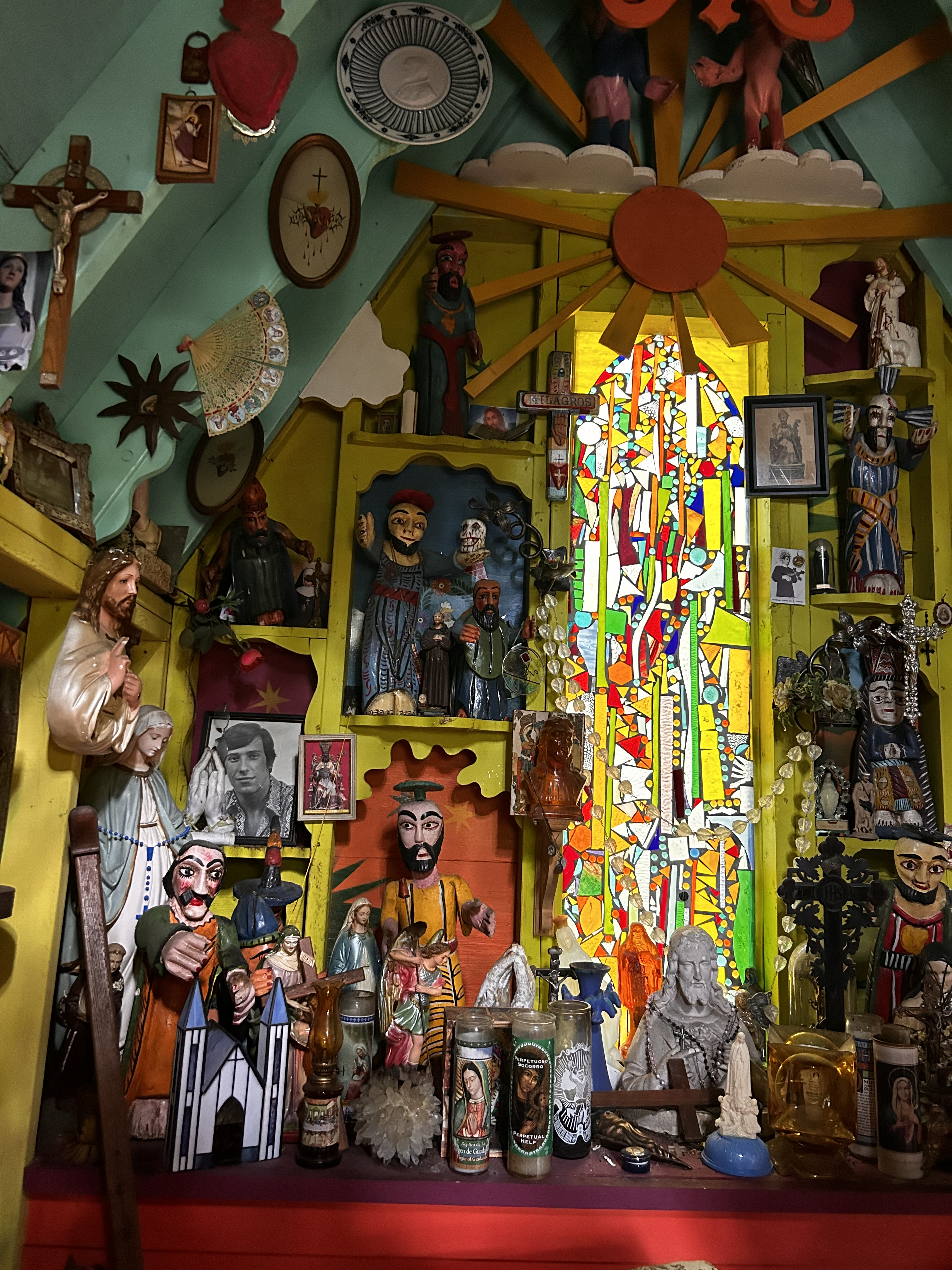
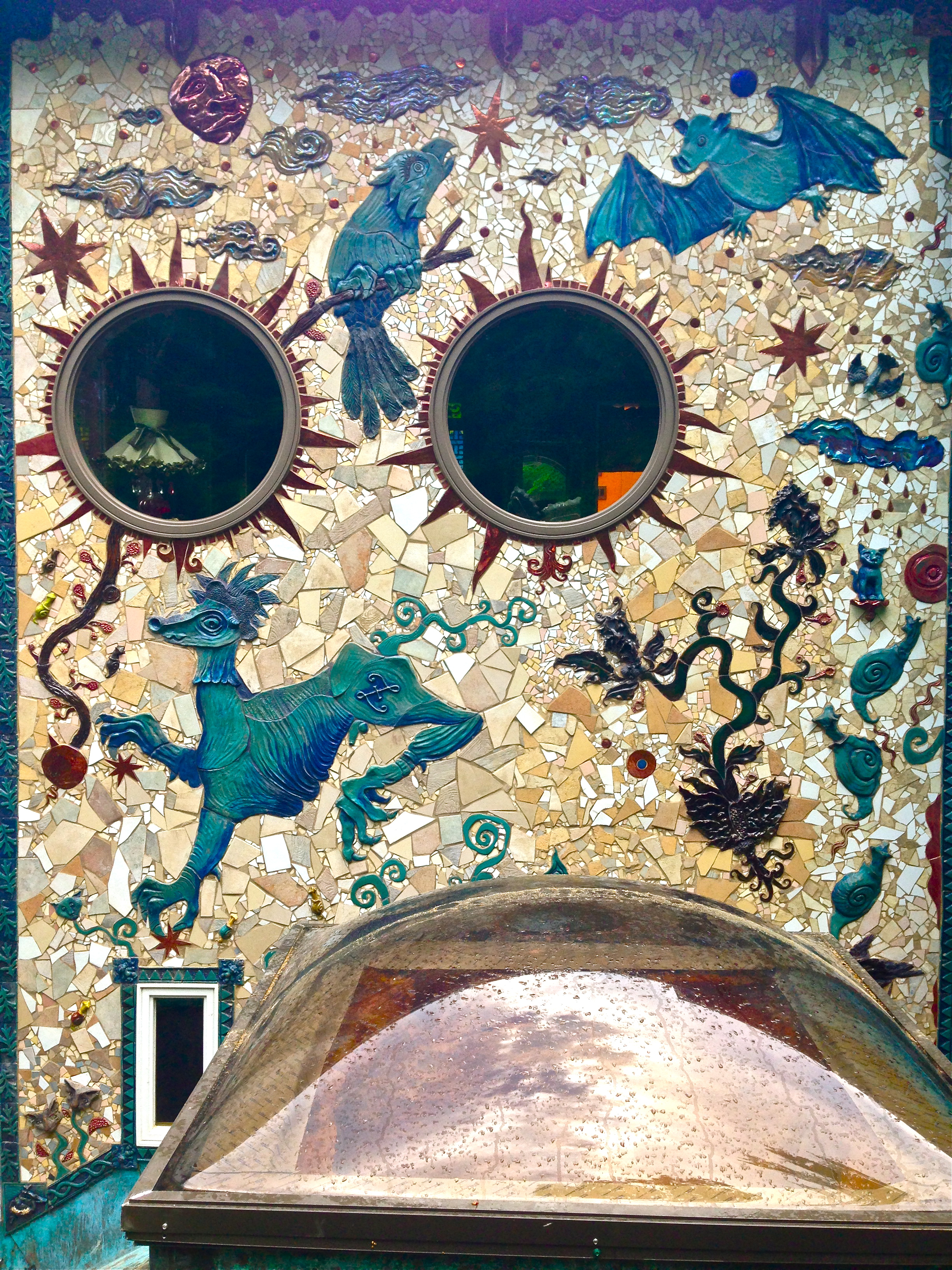
Detail West-Fassade
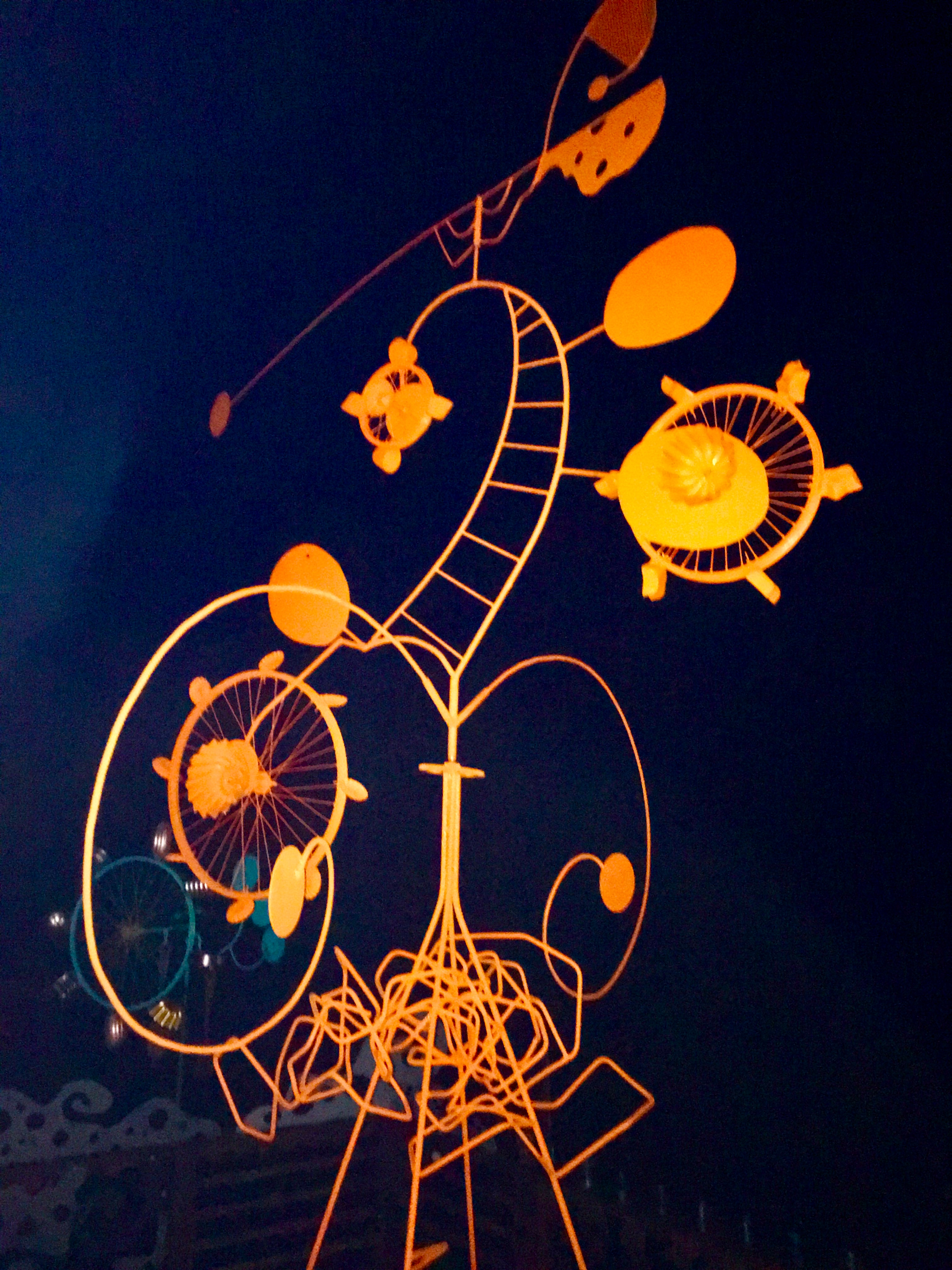
Windspiel auf dem Dach
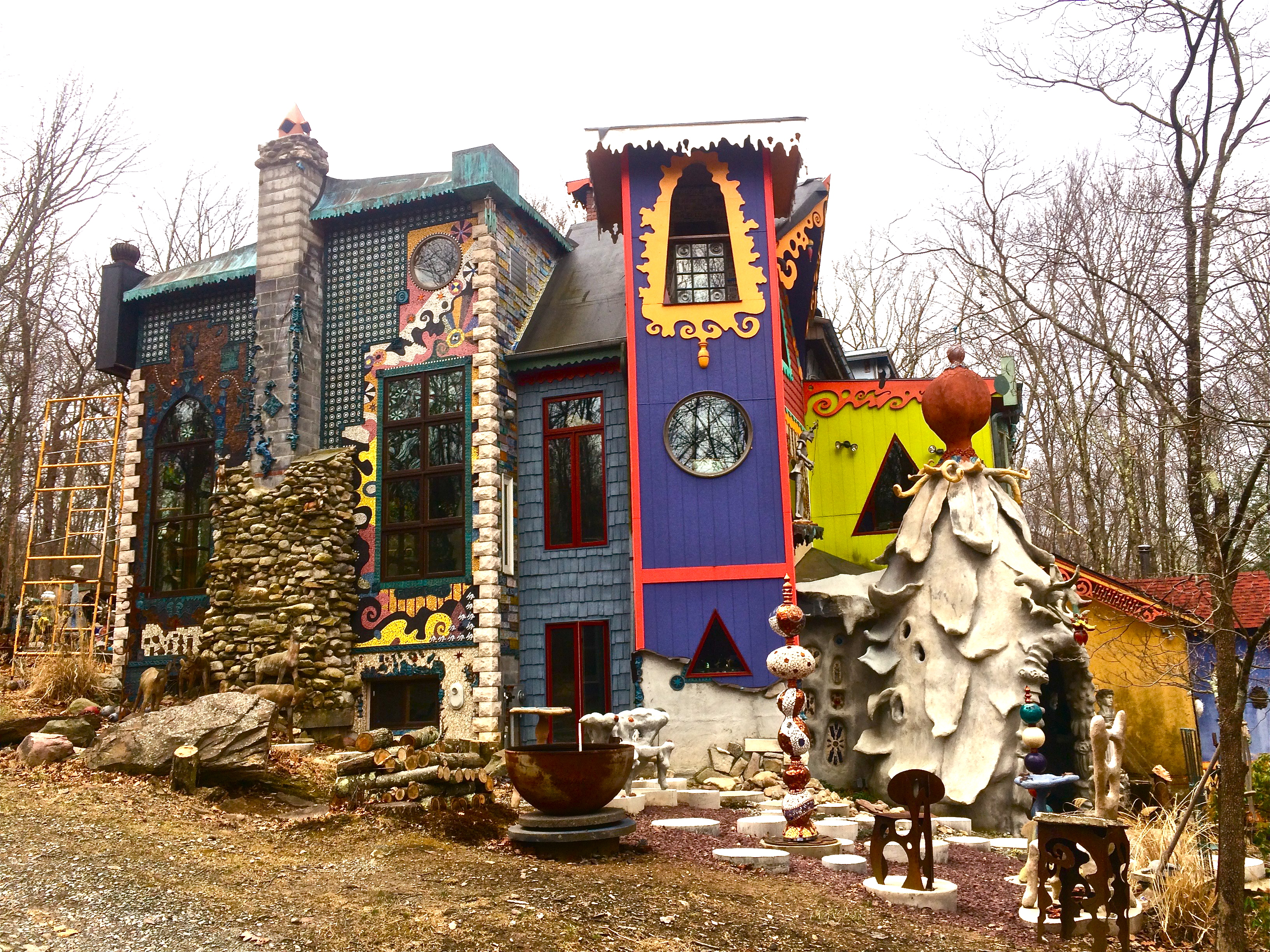
Fassade Ost-Seite

Seit Anfang der 2000er-Jahre ist Luna Parc an ausgewählten Wochenenden für die Öffentlichkeit zugänglich und erlangte durch die Aufnahme in Reiseführer, Erwähnung in Zeitungs- und Fernsehberichten weitere Bekanntheit. 2015 wurde die Non-Profit-Organisation (nach IRS-Code 501c3) „Luna Parc Atelier Foundation“ als spätere Erbin zum Erhalt des Luna Parc gegründet. Die Stiftung dient außerdem der Vermittlung und Wiederbelebung handwerklicher Fertigkeiten für junge Künstler, die in der Künstlerkolonie ausgebildet werden, sowie der Kunsterziehung, künstlerischen und handwerklichen Schulung von Schülerinnen und Schülern der High-School und Studierenden am College. Über die Stiftung werden Stipendien für künstlerische Studien vergeben. Im Luna Parc werden Kurse und Projekte angeboten, wie etwa zur Herstellung und Bemalung von Fliesen, Keramik oder Metallarbeiten.

## Richard Boscarino

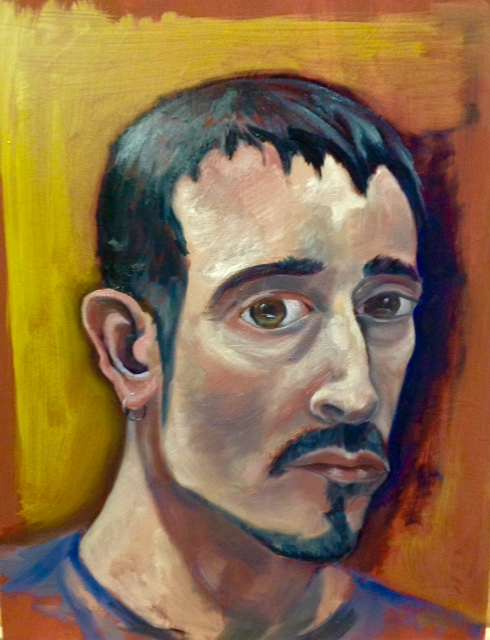
Selbstporträt von Richard Boscarino

Richard „Ricky“ Boscarino wurde 1960 in Paterson als Sohn italienischstämmiger Eltern geboren und wuchs mit einer jüngeren und einer älteren Schwester in Piscataway in New Jersey auf. Sein Vater brachte ihm handwerkliche und kunsthandwerkliche Fertigkeiten nahe. Er studierte Metallverarbeitung und Schmuckherstellung an der Rhode Island School of Design (RISD), einem College für Kunst und Design in Providence. Das Studium schloss er 1982 ab. In den nächsten Jahren lebte er in New Haven in Connecticut und absolvierte eine Ausbildung zum Juwelier. Anschließend studierte er im Fach Film an der Tisch School of the Arts der New York University. Sein Studium schloss er mit einem Master ab. Danach kehrte er nach New Jersey zurück, um mit einer Geschäftspartnerin im Sandyston Township ein Juweliergeschäft zu eröffnen.
1989 kaufte er im Sandyston Township ein Areal mit einem kleinen Haus, das er in den folgenden über dreißig Jahren renovierte und seitdem komplett umgestaltet und erweitert. Er arbeitet mit verschiedenen Materialien und Techniken, darunter Keramik, Metall, Glas, Mosaik, Holzmalerei und Zement. Als wichtige Vorbilder betrachtet Boscarino den Architekten Antoni Gaudí, den Keramiker George Edgar Ohr, Henry Chapman Mercer und die Objektkünstlerin Beatrice Wood. Er entwirft außerdem Schmucklinien mit Insekten- und weiteren Tierdarstellungen, Küchengegenständen, Gartengeräten und anderen Alltagsgegenständen, verkauft seine Gemälde und Keramik, führt Auftragsarbeiten für Buntglas und Fliesen aus und gibt Workshops. Daneben unternimmt Boscarino regelmäßige Reisen nach Südostasien. Neben Tibet, Thailand, Kambodscha, Laos, Vietnam, China, Indien und Nepal reiste er auch durch Europa, Marokko und Ägypten.

### Insektenkunst

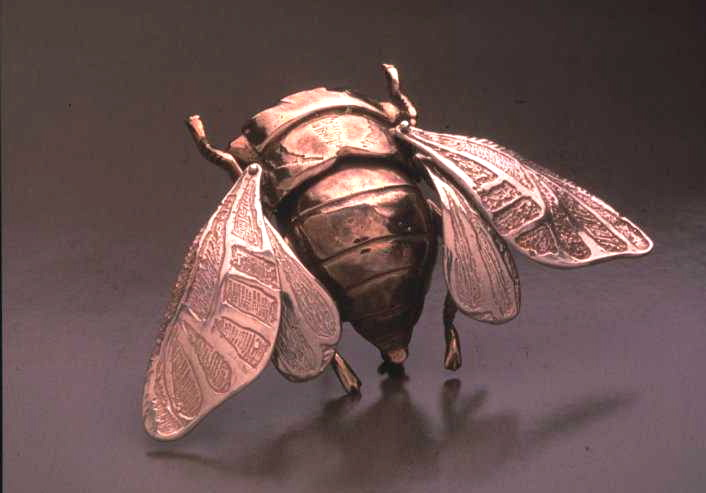
Zikade, Silber und Bronze

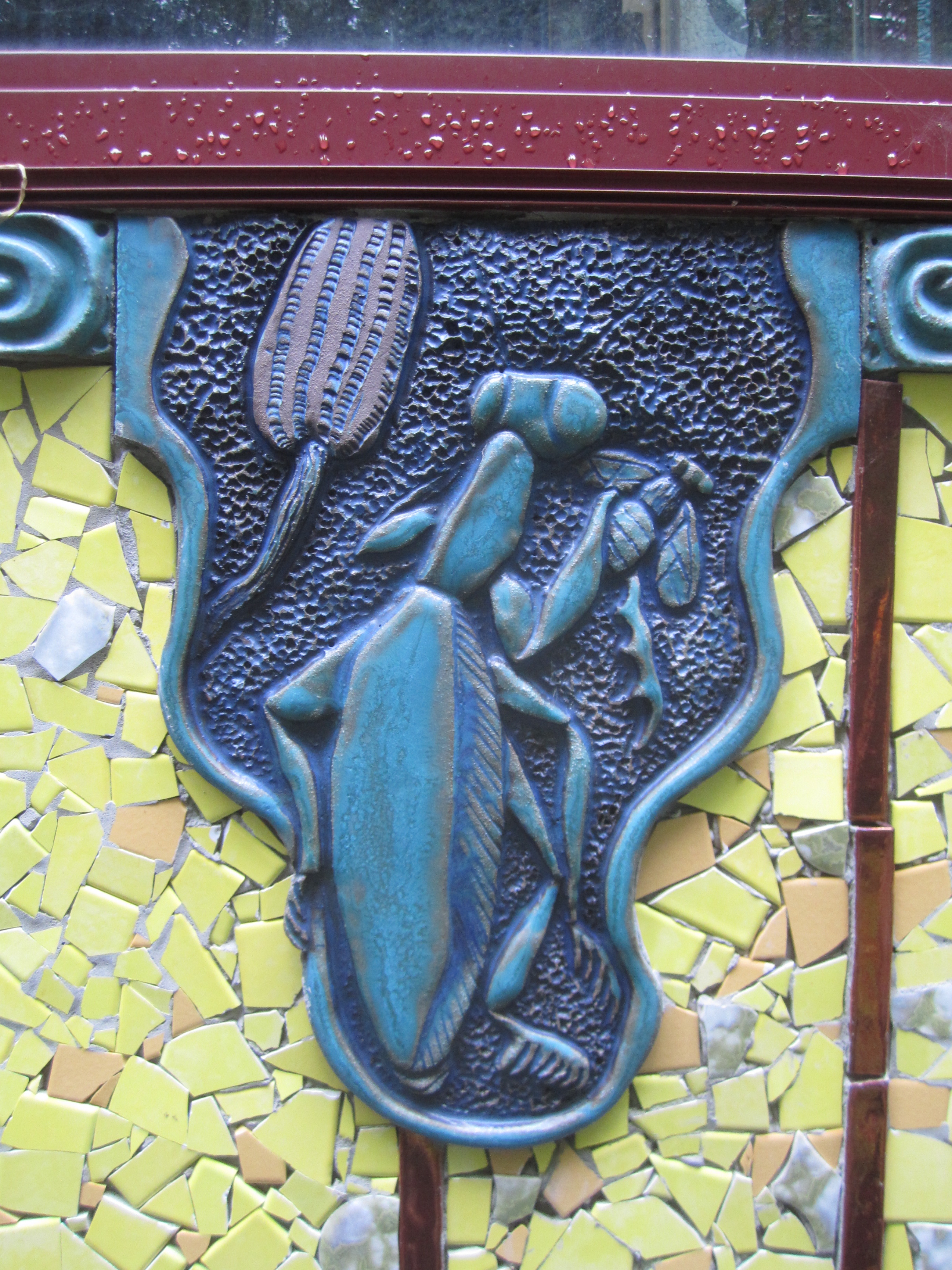
Keramikkachel an der Fassade

Bereits in der Kindheit interessierte Boscarino sich für Entomologie. In den späten 1970er-Jahren begann er in der High School ein Kunstprojekt, das er „RoachArt“ nannte. Dazu arrangierte er tote Amerikanische Großschaben aus der Gattung der Kakerlaken mit winzigen Requisiten in aufwändigen Dioramen mit Alltagsszenen unter anderem in einem Schönheitssalon, einem Supermarkt oder einer Bowlingbahn. Seine Darstellung des Letzten Abendmahls mit den Insekten als Protagonisten sorgte für mediale Aufmerksamkeit. Nach Berichten in der lokalen Presse folgten bundesweite Zeitungsberichte. 1984 wurde die „RoachArt“ im People-Magazin vorgestellt, eine Grußkartenreihe mit Abbildungen der Dioramen wurde von Noble Works und Postkarten von der American Postcard Company produziert.
Während des Studiums an der RISD begann Boscarino mit der Herstellung von Metallinsekten. Er stellt seine Insektenkunst seit 1999 auf den Jahrestagungen der Entomological Society of America (ESA) unter dem Namen Luna Parc aus. Er fertigte auf Wunsch verschiedener Entomologen Einzelstücke, wie etwa Bettwanze, Thripse, Springschwänze, Echte Sackträger, Sandlaufkäfer, Nacktschnecke, Formosa-Termiten sowie eine voll bewegliche Zecke und einen Hirschkäfer.
Boscarino fertigt als Schmuckstücke unter anderem möglichst naturgetreu gestaltete Insekten, deren Gliedmaßen, Flügel, Köpfe und Mandibeln alle einzeln beweglich sind, wie Schmetterlinge, Marienkäfer, Skarabäen, Zikaden und andere Insekten. Manche Stücke bestehen aus bis zu 25 beweglichen Teilen, wie etwa eine Languste oder eine Heuschrecke.
Boscarino verwendet Insekten auch als Motiv seiner Skulpturen oder in Buntglasarbeiten, auf Töpferwaren und Keramikfliesen, die sich an der Hausfassade des Luna Parc befinden.